# Сяосихайцзы
Сяосихайцзы (кит. упр. 小海子水库, пиньинь xiǎohǎizi shuǐkù, палл. сяохайцзы шуйку, буквально: «маленькое озерцо») — водохранилище в округе Кашгар Синьцзян-Уйгурского автономного района Китайской Народной Республики. Воды используются для орошения.
Водохранилище создано в XX веке подпором двух дамб, протянувшихся от южной и северной оконечностей горного образования Мазартаг с востока на запад.
Сяосихайцзы наполняется водами нескольких рек: Яркенд, Шамалдарья и Кашгар.
Вытекает из вдх два водотока, на севере и юге, оба — одноимённые рукава Яркенда. Таким образом, Сяосихайцзы принадлежит бассейну Тарима.
Из-за сезонности осадков в СУАР и проводимых оросительных работ уровень водохранилища сильно колеблется, максимально достигая отметки 1133 м НУМ.
На Сяосихайцзы имеются два острова, один из которых — жилой.
Вдоль южного и восточного берегов проходит автомобильная трасса.

## Восточные берега
Поскольку восточную сторону водохранилища подпирает горный массив, берега здесь обрывистые, скалистые, с редкой растительностью.
На этой же стороне водохранилища имеется местечко Сихайвань-Фэнцзинцюй с причалом. Рабочие посёлка озеленяют обширную запустыненную долину, идущую к вершине массива — горе Мазартаг.

## Южный берег
Южный берег Сяосихайцзы — вал плотины, за которым ранее находилось поселение Хумден и правая протока Яркенда. Ныне поселение перестало существовать, а вместо реки протянут канал.

## Западные берега
Западный берега водохранилища непостоянны, так как мелководны. При сокращении объёма Сяосихайцзы берег осушается до 6 км вглубь вдх.
Именно с этой стороны в водоём впадают подпитывающие реки.
На северо-западе находится поселение Оглахчи.

## Северный берег
Северный берег Сяосихайцзы также ограждён валом плотины, тянущейся от Мазартага на юго-запад, к поселению Оглахчи.
Здесь, в крайней северной точке, из вдх вытекает левый рукав Яркенда.
За плотиной расположены два поселения: Сарыконуч и Амантограк.